# The Ocean (gruppo musicale)
I The Ocean (noti anche come The Ocean Collective) sono un gruppo musicale post-metal tedesco, fondato a Berlino nel 2001.

## Storia

### Primi anni,Fogdiver(2001-2003)
Il gruppo si è formato nel 2001 per iniziativa del chitarrista Robin Staps. Durante i successivi due anni, circa quaranta musicisti hanno preso parte al progetto, prima che si delineasse una formazione definitiva. Nel luglio 2002 il gruppo si è esibito per la prima volta dal vivo presso l'Eimer Club di Berlino. Nel 2002 i The Ocean pubblicano il demo omonimo, contenente cinque brani, a cui ha fatto seguito nello stesso anno Queen of the Food Chain.
Ad inizio 2003 la band viene messa sotto contratto dalla Make My Day Records, con la quale pubblica l'album di debutto Fogdiver il 1º settembre dello stesso anno. Composto da cinque brani interamente strumentali, il disco viene ben accolto dalla critica e mette in luce nel panorama underground le grandi qualità del gruppo.

### FluxioneAeolian(2004-2006)
Tra l'inverno e la primavera 2004 la band registra ciò che sarebbe diventato il materiale principale per i successivi due album in studio. La metà più calma e d'atmosfera di queste sessioni di registrazione è stata utilizzata per l'album Fluxion, uscito nell'agosto del 2004. Il fatto che la band avesse introdotto la voce nel loro sound sembrò che potesse rendere la loro musica più accessibile al pubblico, ma causò anche varie critiche che consideravano l'album come un passo indietro rispetto al predecessore in termini di innovazione ed originalità. In alcune interviste, la band ha commentato accusando alcuni recensori di non avere larghe vedute e di essere incapaci di accettare la durezza e la brutalità della voce che venne aggiunta allo stile del gruppo.
Dopo aver firmato un nuovo contratto discografico con la Metal Blade Records nell'estate 2005, tutte le tracce rimanenti della sessione di registrazione di Fluxion uscirono nel terzo album in studio Aeolian, pubblicato il 25 novembre dello stesso anno. Inizialmente i due album sarebbero dovuti uscire come un doppio CD, con una parte più dura ed una più d'atmosfera, cosa che poi non avvenne. Alla realizzazione di Aeolian presero parte sette cantanti, tra cui tra cui Nate Newton, Sean Ingram e Tomas Hallbom, nomi che vennero sfruttati anche per la campagna pubblicitaria dell'album.
Nel marzo 2006 l'album esce anche nel America del Nord, mentre un anno dopo la Throne Records ha reso disponibile un cofanetto in vinile comprensivo di Fluxion e Aeolian.

### Precambrian(2007-2009)
Il 2 novembre 2007 i The Ocean hanno pubblicato il quarto album Precambrian, concept album che tratta della prima epoca preistorica (Precambriano) sul nostro pianeta; il disco è suddiviso in due dischi: il primo, della durata di circa 22 minuti, contiene i brani più violenti, mentre il secondo, della durata di oltre un'ora, contiene brani più raffinati e caratterizzati dalla presenza di parti orchestrali e di un cantato melodico.
Nel marzo 2008 il gruppo ha tenuto una tournée mondiale atto alla promozione del disco. Dal 19 marzo suonano in Europa insieme ai Rotten Sound, ai Victims e ai Trap Them. Dopo neanche una settimana dalla fine del tour, i The Ocean ripartono l'11 aprile per un altro tour europeo da headliner che tocca principalmente l'Europa dell'Est. È poi la volta di un tour americano di quasi 30 date assieme ad altre band tra cui i Lair of the Minotaur e i Kylesia. Tornano poi in Europa come sostenitori dei Cult of Luna. Ad agosto dopo la partecipazione ad alcuni importanti festival europei, tra cui lo Øyafestivalen di Oslo, suonano di spalla per due date del tour europeo dei Neurosis. Come chiusura dell'anno infine, i The Ocean vengono chiamati insieme ai Cynic come band di supporto per il tour europeo degli Opeth. Nel marzo del 2009 sono nuovamente in tour in Europa insieme ai Burst, ai Medeia e ai Bison B.C..

### HeliocentriceAnthropocentric(2010-2012)

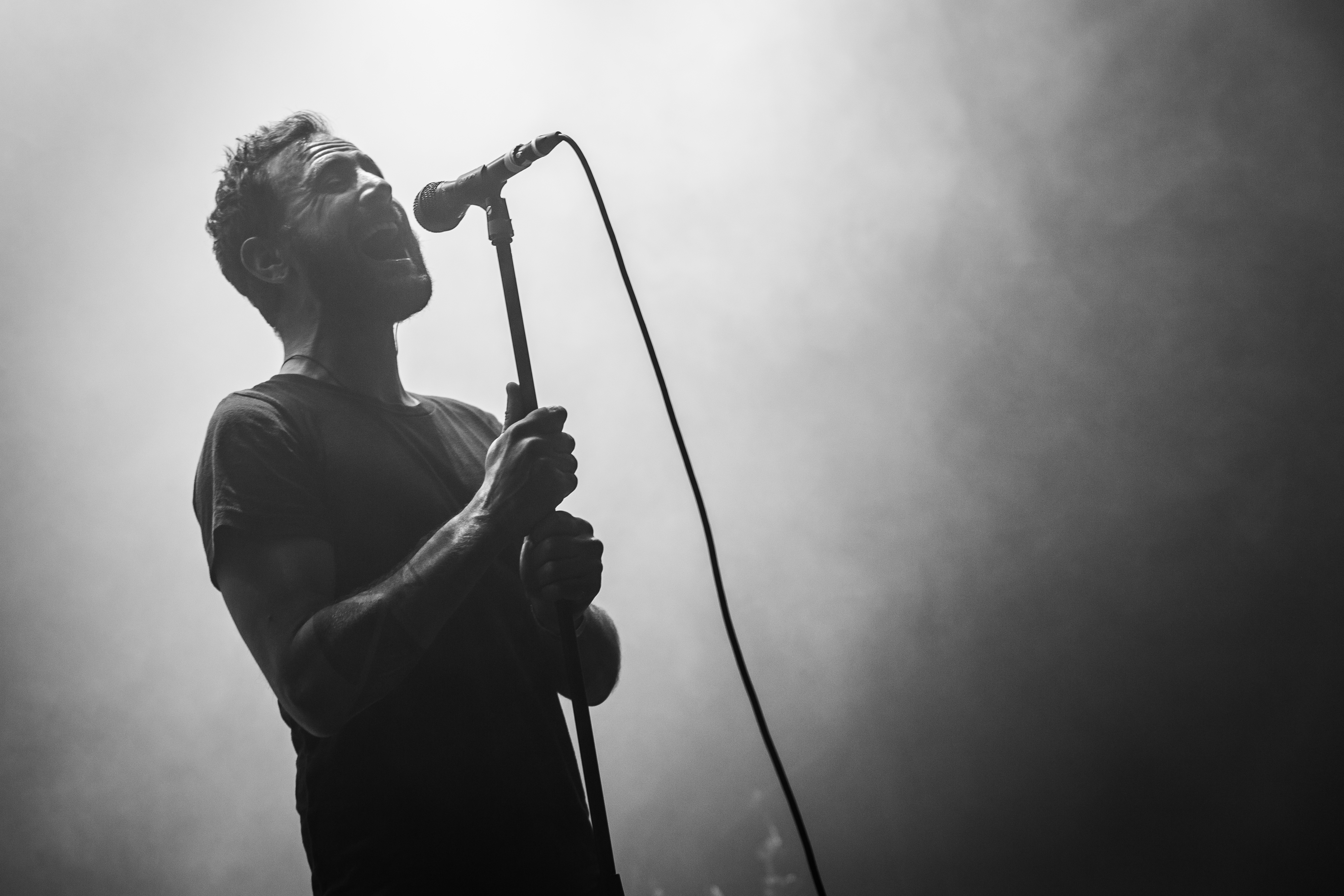
Loïc Rossetti, cantante del gruppo dal 2009

Nel 2010 i The Ocean pubblicano separatamente, a distanza di sette mesi l'uno dall'altro, i due album Heliocentric (aprile) e Anthropocentric (novembre). Insieme, questi due lavori rappresentano «una critica filosofica del Cristianesimo». Come nel precedente lavoro Precambrian, le due parti del doppio concept album si differenziano sotto vari punti di vista: Heliocentric contiene brani più soft e orchestrali rispetto ad Anthropocentric, ma non mancano comunque parti più aggressive. In tutti e due gli album le parti vocali sono maggiormente presenti rispetto ai precedenti lavori, con un ampio utilizzo di cantato pulito e in growl (soprattutto in Anthropocentric).
I due album rappresentano inoltre le prime pubblicazioni a seguito dell'ingresso in formazione del cantante Loïc Rossetti, avvenuta nel novembre 2009. Nell'aprile 2012 la Pelagic Records ha pubblicato l'EP The Grand Inquisitor, contenente le tre parti dell'omonimo brano presente in Anthropocentric e un'inedita quarta parte.

### Pelagial(2013-2017)
Il 26 aprile 2013 i The Ocean hanno pubblicato il settimo album Pelagial, il cui tema è incentrato sulle profondità marine. Nell'edizione box set è presente anche la versione strumentale dell'album, registrata in dolby 5.1, e un DVD con un mediometraggio di Craig Murray. Il disco è stato il primo inciso con il bassista Chris Breuer, che ha rimpiazzato Louis Jucker, sebbene nel disco siano presenti parti di basso incise da quest'ultimo.
All'album è seguito una tournée europea svoltasi a novembre dello stesso anno, durante la quale il gruppo è stato supportato dai Tides from Nebula e dagli Abraham. Pochi giorni prima dell'inizio del tour sia il batterista Luc Hess che il chitarrista Jonathan Nido hanno annunciato che avrebbero abbandonato il gruppo al suo termine, avvenuto il 28 novembre 2013. A sostituirli sono stati rispettivamente Paul Seidel (annunciato il 31 ottobre) e Damian Murdoch (annunciato il 7 dicembre 2013).
Il 10 dicembre dello stesso anno è uscito l'album video Collective Oblivion, composto da tre DVD. Tra febbraio e aprile 2014 i The Ocean hanno intrapreso una tournée nordamericana accompagnati da Scale the Summit, The Atlas Moth e Silver Snakes.
Il 14 settembre 2015 è stato annunciato lo split Transcendental, realizzato dal gruppo insieme ai Mono e distribuito a partire dal 23 ottobre seguente; la pubblicazione ha inoltre rappresentato la prima con il bassista svedese Mattias Hägerstrand, subentrato a Breuer e annunciato il 10 settembre. Due anni più tardi il gruppo ha reso disponibile per l'ascolto il brano inedito Turritopsis Dohrnii, tratto dalle sessioni di registrazione di Pelagial e inclusa nella raccolta In the Twilight, These Rocks Have Teeth della Pelagic Records, pubblicata il 29 settembre 2017.

### Phanerozoic(2018-2022)

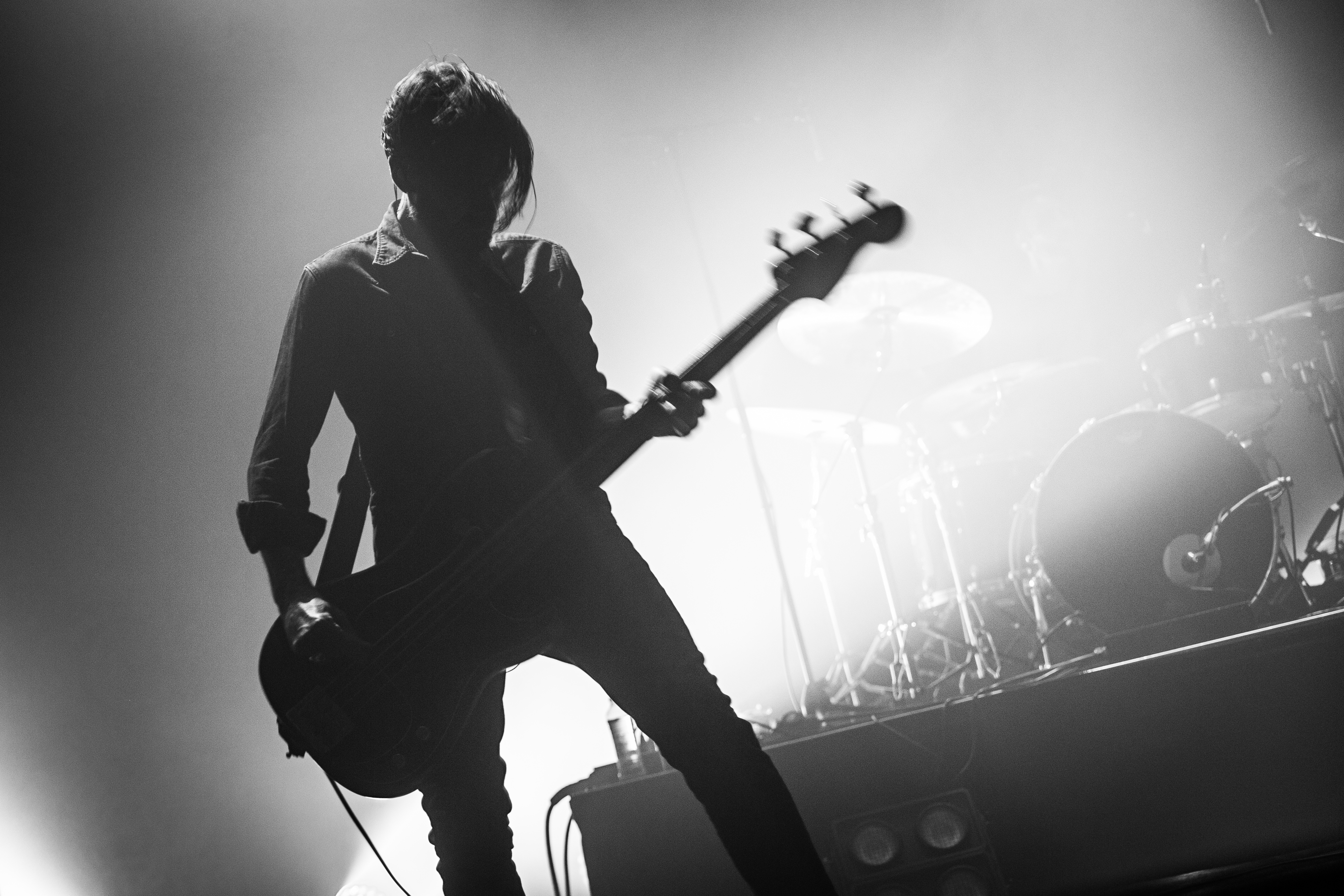
Mattias Hägerstrand

Il 22 luglio 2018 il batterista Paul Seidel ha rivelato che il gruppo stava lavorando a un doppio album che avrebbe rappresentato il seguito ideale di Precambrian, rivelandone anche il titolo, Phanerozoic. La prima parte del progetto, intitolata Phanerozoic I: Palaeozoic, è stata pubblicata il 2 novembre dello stesso anno ed è stato anticipato dai singoli Permian: The Great Dying e Devonian: Nascent, resi disponibili per l'ascolto su YouTube tra settembre e ottobre, oltre al video di Cambrian II: Eternal Recurrence. Il disco è inoltre il primo a figurare nuovamente il nome The Ocean Collective, decisione presa da Staps al fine di «onorare le persone che lavorano dietro le quinte, come i grafici e i visual designer», nonché il primo con il chitarrista David Ramis Ahfeldt, entrato tra la fine del 2017 e gli inizi del 2018.
L'album è stato promosso da una serie di tournée che li hanno visti esibirsi inizialmente in Europa tra l'autunno del 2018 e la primavera del 2019, per poi fare tappa in Asia e nell'Europa orientale, esibendosi per la prima volta in paesi come Armenia, Georgia e Kazakistan. Ulteriori date si sono svolte in Europa attraverso la partecipazione del gruppo in vari festival, tra cui l'annuale Summer Breeze e a un concerto dei God Is an Astronaut in Puglia, oltre a un tour tenuto insieme ai Leprous e ai Port Noir in qualità di artisti d'apertura.
Il 25 settembre 2020 è stata pubblicata la seconda parte del progetto, intitolata Phanerozoic II: Mesozoic / Cenozoic, anticipata dall'audio del primo singolo Jurassic / Cretaceous (che ha visto la partecipazione di Jonas Renkse dei Katatonia) e dai video degli altri due singoli Oligocene e Pleistocene, usciti il 19 agosto e il 10 settembre. Il disco ha ottenuto un buon successo in madrepatria, dove ha debuttato al nono posto della Offizielle Deutsche Charts, ed è stato promosso dalla tournée Phanerozoic Tour - Chapter IV, Europe 2021, originariamente programmata tra gennaio e febbraio 2021 in Europa ma in seguito posticipata tra maggio e giugno 2022 a causa della pandemia di COVID-19.
Il 25 marzo 2021 i The Ocean Collective hanno eseguito interamente Phanerozoic I: Palaeozoic attraverso un concerto in live streaming tenuto a Brema. Due giorni più tardi hanno registrato anche l'intera esibizione di Phanerozoic II: Mesozoic / Cenozoic, presentata il 16 aprile come parte dell'evento online Roadburn Redux. Entrambi i concerti sono stati successivamente inseriti in formato audio e video nell'album dal vivo Phanerozoic Live, uscito il 26 novembre dello stesso anno.
Durante il 2022 la formazione ha intrapreso un'estesa tournée mondiale al fine di promuovere Phanerozoic II: Mesozoic / Cenozoic: a inizio anno si sono esibiti in Nord America in qualità di artisti d'apertura ai Leprous, tornando in Europa tra maggio e giugno come headliner per il sopracitato tour posticipato per la pandemia. Tra agosto e settembre si è svolto il tour Into the Heat - Out of the Shade, seconda tappa europea di 36 date in cui sono stati affiancati dagli LLNN e dai Playgrounded. Tra novembre e dicembre hanno fatto ritorno in America, esibendosi una seconda volta tra Canada e Stati Uniti d'America in apertura ai Katatonia e in America meridionale come headliner.

### Holocene(2023-presente)

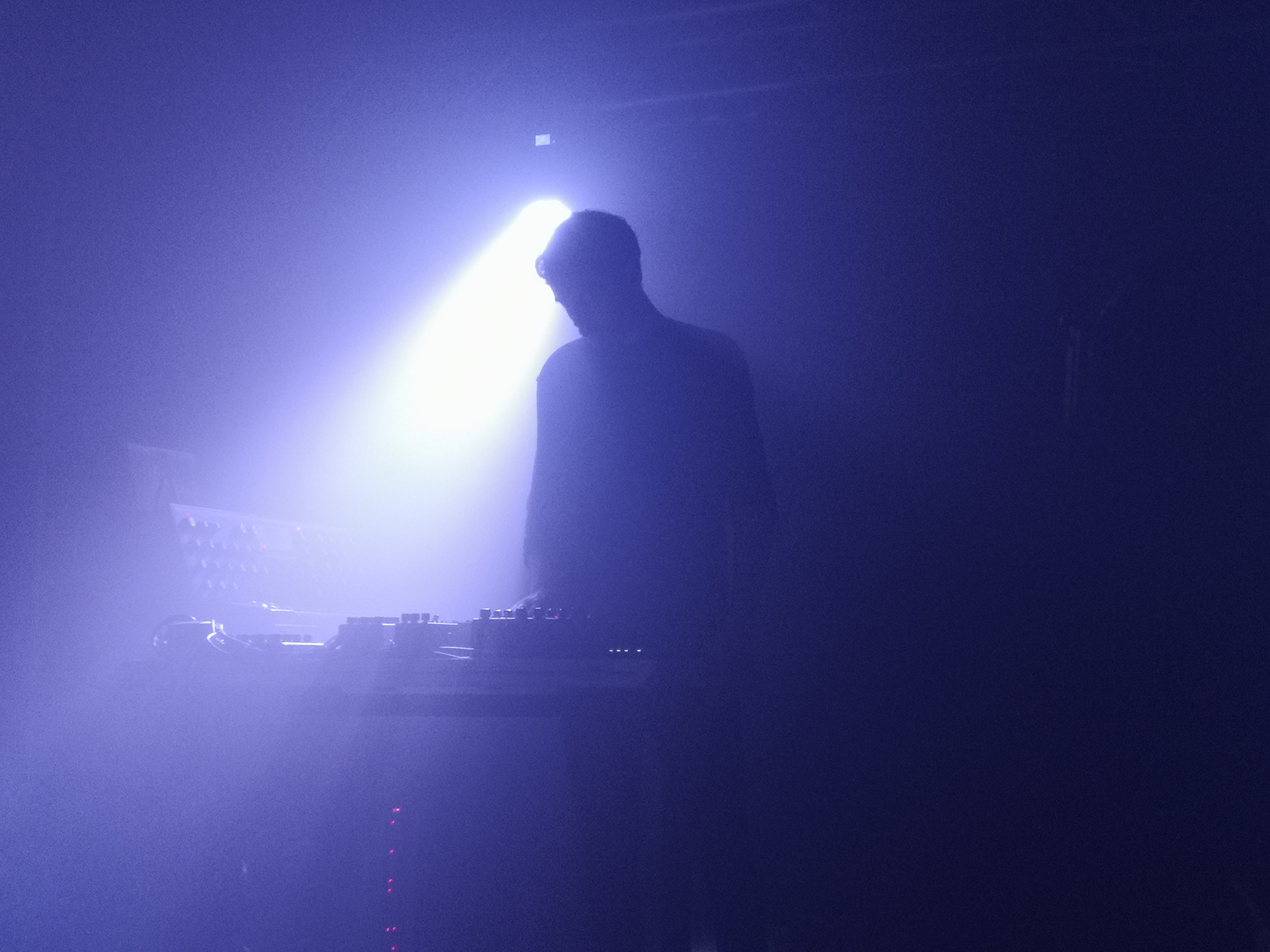
Peter Voigtmann

Il 17 gennaio 2023 i The Ocean hanno pubblicato il singolo Preboreal insieme al relativo video, rivelando inoltre un conto alla rovescia sul loro sito con termine il 15 febbraio seguente, data in cui è stato annunciato il decimo album Holocene. Intorno allo stesso periodo hanno intrapreso un tour europeo in apertura ai Karnivool, tenendo inoltre cinque concerti da headliner.
Holocene è stato pubblicato il 19 maggio dello stesso anno ed è un concept album che funge da seguito al doppio album Phanerozoic (il titolo è lo stesso del brano che conclude Phanerozoic II: Mesozoic / Cenozoic). Come spiegato dal gruppo, il disco risulta più «intimo e accattivante» e dal punto di vista musicale risulta maggiormente influenzato dall'elettronica, pur mantenendo elementi pesanti. Da esso sono stati estratti tre ulteriori singoli, entrambi accompagnati dai rispettivi video: Parabiosis (16 febbraio), Sea of Reeds (20 marzo) e Subatlantic (19 aprile). Entrambi presentano testi volti a criticare la società attuale, con il primo incentrato sull'ossessione dell'essere umano verso l'eterna giovinezza, cercando di scampare alla vecchiaia e alla morte mediante l'uso di cellule staminali o affidandosi alla chirurgia estetica, mentre il secondo affronta la dipendenza dall'amore attraverso la metafora dei seguaci del cristianesimo nei confronti di Dio. Il 21 novembre 2024 è uscito anche un video per la bonus track Unconformities, diretto da Corentin Schieb e Mathias Averty e che ha come protagonista Karin Park.
L'edizione deluxe fisica figura al suo interno anche l'album Limbus di SHRVL, alias del tastierista Peter Voigtmann, che rappresenta la controparte più elettronica e sperimentale di Holocene, essendo quest'ultimo partito da idee iniziali di Voigtmann stesso; da esso è stato reso disponibile come unico singolo Response (versione alternativa di Subatlantic), uscito insieme al relativo video.
Durante l'estate 2023 il gruppo ha promosso l'album attraverso una serie di apparizioni in vari festival europei, spostandosi a settembre in Sudafrica per il RAMfest 2023 (tenendo due concerti a Stellenbosch e Pretoria), in Australia in qualità di artisti d'apertura ai Ne Obliviscaris e infine in Malaysia come headliner. Tra il 25 settembre e il 26 ottobre hanno intrapreso una tournée congiunta con i This Will Destroy You, esibendosi nelle principali città europee.
Nel 2024 il tour si è esteso anche in America del Nord e Australia, facendo ritorno in Europa tra dicembre 2024 e febbraio 2025 attraverso il tour The End of an Eon, durante il quale Holocene è stato suonato interamente assieme a una selezione di brani di Phanerozoic I: Palaeozoic e Phanerozoic II: Mesozoic / Cenozoic. La tappa europea ha inoltre segnato gli ultimi concerti dell'allora formazione, con il batterista Paul Seidel che ha anticipato il proprio addio nel novembre 2024.
Anche il chitarrista David Ramis Åhfeldt e il cantante Loïc Rossetti hanno annunciato il proprio abbandono dalla formazione per ragioni personali (rispettivamente il 10 e il 14 giugno), esibendosi per l'ultima volta con il gruppo all'Hellfest il 21 dello stesso mese. Il concerto ha segnato inoltre il primo con il batterista Jordi Farré, annunciato agli inizi di marzo.

## Stile musicale
La musica degli Ocean presenta elementi tratti dal metal estremo uniti con altri di natura più variegata, passando per progressive metal, doom metal atmosferico e musica elettronica, con un frequente uso di campionamenti. Con il quarto album Precambrian gli elementi progressive sono più marcati e vengono introdotti passaggi orchestrali e influenze sludge metal, mentre con le pubblicazioni dei successivi Heliocentric e Anthropocentric è aumentata la dinamicità tra i brani, complice anche l'ingresso di Rossetti in formazione, che alterna più volte il growl a un cantato più melodico. Nel doppio concept Phanerozoic il gruppo ha incrementato le sonorità progressive metal, incrociando elementi pesanti ed altri più riflessivi, con un maggior uso dell'elettronica e di sintetizzatori analogici in Phanerozoic I: Palaeozoic e passaggi più sperimentali ed eclettici in Phanerozoic II: Mesozoic / Cenozoic.
L'elettronica è poi passata in primo piano con il decimo album Holocene, realizzato su idee iniziali del tastierista Peter Voigtmann. Il disco è inoltre caratterizzato da un uso abbondante di strumentazione atipica, principalmente ottoni e vibrafono, così come un cantato prevalentemente melodico di Rossetti, che si concede comunque in passaggi in screaming in alcuni brani.

## Formazione
Attuale
- Robin Staps – chitarra, campionatore, cori (2001-presente)
- Mattias Hägerstrand – basso (2015-presente)
- Jordi Farré – batteria (2025-presente)

Ex componenti
- Lena Bretschneider – violino (2002-2003)
- Rebekka Mahnke – violoncello (2002-2004)
- Gerd Kornmann – arti visive, percussioni, campionatore (2003-2005)
- Matt Beels – chitarra (2007)
- Jonathan Heine – basso (2002-2007)
- Torge Liessmann – batteria (2002-2007)
- Mike Pilat – voce, basso (2007-2009)
- Julien Fehlmann – effetti sonori (2009-2010)
- Louis Jucker – basso (2009-2013)
- Jonathan Nido – chitarra (2009-2013)
- Luc Hess – batteria (2009-2013)
- Chris Breuer – basso (2013-2015)
- Damian Murdoch – chitarra (2013-2017)
- Vincent Membrez – tastiera (2012-2017)
- Craig Murray – arti visive (2012-2017)
- Peter Voigtmann – tastiera, batteria (2017-2023)
- Paul Seidel – batteria, cori (2013-2025)
- David Ramis Åhfeldt – chitarra (2017-2025)
- Loïc Rossetti – voce, percussioni occasionali (2009-2025)

Turnisti
Iniziato come collettivo, durante la loro carriera il gruppo ha coinvolto numerosi musicisti sia in studio che in concerto. Per una lista completa consultare le singole voci degli album.
- Nils Lindenhayn – arti visive (2001-2003)
- Mathias "Meta" Buente	– voce (2004-2007)
- Rene Nocon – voce (2007)
- Esther Monnat	– violoncello (2009-2010)
- Lionel Gafner	– contrabbasso (2009-2010)
- Vincent Membrez – pianoforte (2009-2010)
- Julien Fehlmann – sintetizzatore (2009-2010)
- Jérôme Correa – sassofono (2009-2010)
- Robert Gutowski – trombone (2009-2010)
- Hans Albert Staps – tromba (2009-2010)
- James Yates – vibrafono (2009-2010)
- Céline Portat – viola (2009-2010)
- Estelle Beiner – violino (2009-2010)
- Dalai Theofilopoulou – violoncello (2010-presente)

## Discografia

### Album in studio
- 2003 – Fogdiver
- 2004 – Fluxion
- 2005 – Aeolian
- 2007 – Precambrian
- 2010 – Heliocentric
- 2010 – Anthropocentric
- 2013 – Pelagial
- 2018 – Phanerozoic I: Palaeozoic
- 2020 – Phanerozoic II: Mesozoic / Cenozoic
- 2023 – Holocene

### Album dal vivo
- 2021 – Phanerozoic Live

### EP
- 2012 – The Grand Inquisitor
- 2015 – Transcendental (split con i Mono)

### Singoli
- 2005 – The Ocean/Burst (split con i Burst)
- 2005 – Queen of the Food-Chain
- 2018 – Rhyacian
- 2018 – Permian: The Great Dying
- 2018 – Devonian: Nascent
- 2018 – Cambrian II: Eternal Recurrence
- 2020 – Jurassic / Cretaceous
- 2020 – Oligocene
- 2020 – Pleistocene
- 2021 – Devonian: Nascent (Live in Bremen)
- 2021 – Jurassic / Cretaceous (Live at Roadburn Redux)
- 2021 – Eocene (Live at Roadburn Redux)
- 2023 – Preboreal
- 2023 – Parabiosis
- 2023 – Sea of Reeds
- 2023 – Subatlantic
- 2024 – Boreal/Traum (con Sierra)

## Videografia
- 2013 – Collective Oblivion

## Nella cultura di massa
Il 21 settembre 2020 i paleontologi Lea Numberger e Ben Thuy hanno dato il nome alla specie di un fossile da loro scoperto Ophiacantha oceani in onore del gruppo, per celebrarne la musica ispirata alla paleontologia. Similarmente, nel 2023 il paleontologo Marcus Poshmann ha chiamato un insetto del primo Permiano Saarelcana stapsi come tributo al frontman Robin Staps per il «contributo alternativo della sua band nel promuovere la comprensione della storia della terra».